# Halowe Mistrzostwa Europy w Lekkoatletyce 1971 – bieg na 1500 m kobiet
Bieg na 1500 metrów kobiet – jedna z konkurencji biegowych rozgrywanych podczas halowych lekkoatletycznych mistrzostw Europy w hali Festiwalna w Sofii. Rozegrano od razu  bieg finałowy 14 marca 1971. Zwyciężyła reprezentantka Wielkiej Brytanii Margaret Beacham, która ustanowiła nieoficjalny halowy rekord świata czasem 4:17,2. Konkurencję tę rozegrano po raz pierwszy na halowych mistrzostwach Europy.

## Rezultaty

### Finał
Rozegrano od razu finał, w którym wzięło udział 7 biegaczek.

Opracowano na podstawie materiału źródłowego.
| Miejsce | Zawodniczka      | Czas   | Uwagi |
| ------- | ---------------- | ------ | ----- |
| 1       | Margaret Beacham | 4:17,2 | WR    |
| 2       | Ludmiła Bragina  | 4:17,8 |       |
| 3       | Tamara Pangełowa | 4:18,1 |       |
| 4       | Ellen Tittel     | 4:18,4 |       |
| 5       | Christa Merten   | 4:18,8 |       |
| 6       | Wasiłena Amzina  | 4:25,6 |       |
| 7       | Angela Ramello   | 4:27,3 |       |